# جيمي بويس
جيمي بويس (بالإنجليزية: James Boyce)‏ هو سياسي بريطاني، ولد في 6 سبتمبر 1947، وتوفي في 25 يناير 1994. حزبياً، نشط في حزب العمال. في الانتخابات العامة في المملكة المتحدة 1992 ‏، انتخب عضو البرلمان الحادي والخمسون للمملكة المتحدة عن دائرة روذرهام خلال فترته النيابية ‏ (9 أبريل 1992 – 25 يناير 1994).